# 아메리카뒤쥐
아메리카뒤쥐(Neurotrichus gibbsii) 또는 아메리카땃쥐두더지는 진무맹장목 두더지과에 속하는 포유류의 일종이다. 가장 작은 북아메리카 두더지이다. 아메리카뒤쥐족(Neurotrichini), 아메리카뒤쥐속(Neurotrichus)의 유일종이다. "깁땃쥐두더지"(Gibb's shrew mole)와 "꼬마땃쥐두더지"로도 알려져 있다. 이름이 "땃쥐두더지"지만, 아시아땃쥐두더지류(Uropsilus)와는 밀접한 관련이 없다. "땃쥐" 또는 "두더지"라는 이름 대신에 "땃쥐두더지"라는 이름이 붙은 이유는 땃쥐의 특징인 털과 두더지의 특징인 큰 머리와 두꺼운 치열때문이다.